# Église syrienne orthodoxe indépendante en Amérique
L'Église syrienne orthodoxe indépendante en Amérique est une Église des trois conciles indépendante née d'un schisme de l'Église syriaque orthodoxe. Elle a été fondée en 2006.

## Histoire
L'Église syrienne orthodoxe indépendante en Amérique a été fondée en 2006, trois ans après une crise au sein de l'archidiocèse syriaque orthodoxe de l'Ouest des États-Unis.

## Organisation
L'Église est présente aux États-Unis, notamment en Californie